# Бадло Сергій Миколайович
Сергій Миколайович Бадло (нар. 1 вересня 1976) — український футболіст, який грав на позиції захисника. Найбільш відомий за виступами в клубі «Металург» із Запоріжжя у вищій українській лізі.

## Клубна кар'єра
Сергій Бадло розпочав виступи в дорослому футболі в 1994 році у складі команди вищої української ліги «Металург» із Запоріжжя, проте провів у її складі лише 1 матч, та перейшов до складу команди другої ліги «Віктор» із Запоріжжя, у складі якої грав до 1998 року. Паралельно Бадло також грав у запорізькій футзальній команді «Університет». У 1999 році футболіст грав у складі іншої команди другої ліги «Ригонда» з Білої Церкви. На початку 2000 року Бадло повернувся до «Віктора», проте в другій половині року вже грав за іншу команду другої ліги «Олімпія ФК АЕС» з Южноукраїнська. У 2001 році футболіст зіграв 1 матч за друголігове сімферопольське «Динамо». У 2003—2004 роках Бадло знову грав у складі «Олімпії ФК АЕС», після чого до 2006 року грав у складі аматорської запорізької команди «Мотор», після чого завершив виступи на футбольних полях.

## Особисте життя
Батьком Сергія Бадла є Микола Бадло, який також грав у складі запорізького «Металурга» у 60-х роках ХХ століття.